# جیمی کاستا
جیمی کاستا (انگلیسی: Jamie Costa؛ زادهٔ ۱۲ مهٔ ۱۹۹۰) بازیگر سینما، تهیه‌کننده فیلم، مدیر اجرایی تولید، و بازیگر تلویزیون اهل ایالات متحده آمریکا است. وی از سال ۲۰۱۳ میلادی تاکنون مشغول فعالیت بوده‌است.